# Заекът Роджър
Заекът Роджър (на английски: Roger Rabbit) е анимационен герой - антропоморфен заек. За първи път се появява в книгата на Гари Улф „Кой цензурира заека Роджър“ (Who Censored Roger Rabbit?). Донякъде базиран на книгата е филмът от 1988 г. „Кой натопи Заека Роджър“ (Who Framed Roger Rabbit), носител на четири Оскара. Действието на анимацията се развива през 1947 г. и разказва за аниматор, който след като е работил дълги години в други продукции, решава да на направи своя, създавайки нов герой – Заека Роджър. По-късно той е убит и Роджър е обвинен в убийство. От 1989 до 1993 г. са направени сериали за него.
Роджър е бял, с цепка между зъбите, с шарени дрехи и поведение на клоун.